# Genillé
 Genillé  es una población y comuna francesa, situada en la región de  Centro, departamento de Indre y Loira, en el distrito de Loches y cantón de Montrésor.

## Demografía
| 1559 | 1585 | 1417 | 1413 | 1428 | 1425 |
| Para los censos de 1962 a 1999 la población legal corresponde a la población sin duplicidades (Fuente: INSEE [Consultar]) |      |      |      |      |      |